# Pseudosparianthis antiguensis
Pseudosparianthis antiguensis là một loài nhện trong họ Sparassidae.
Loài này thuộc chi Pseudosparianthis. Pseudosparianthis antiguensis được Elizabeth Bangs Bryant miêu tả năm 1923.